# Grande-Bretagne aux Jeux olympiques d'hiver de 1956
Cet article contient des informations sur la participation et les résultats de la Grande-Bretagne aux Jeux olympiques d'hiver de 1956 à Cortina d'Ampezzo en Italie.

## Ski alpin
Homme
| Athlète                 | Event        | Race 1               | Race 1 | Race 2       | Race 2 | Total        | Total |
| Athlète                 | Event        | Temp                 | Rang   | Temp         | Rang   | Temp         | Rang  |
| ----------------------- | ------------ | -------------------- | ------ | ------------ | ------ | ------------ | ----- |
| Douglas Mackintosh      | Descente     |                      |        |              |        | DSQ          | –     |
| Robin Brock-Hollinshead | Descente     |                      |        |              |        | DSQ          | –     |
| Nigel Gardner           | Descente     |                      |        |              |        | 4 min 00 s 7 | 34    |
| Charlach Mackintosh     | Descente     |                      |        |              |        | 3 min 41 s 4 | 30    |
| Robin Hooper            | Slalom géant |                      |        |              |        | 4 min 02 s 2 | 66    |
| Noel Harrison           | Slalom géant |                      |        |              |        | 4 min 00 s 1 | 64    |
| Nigel Gardner           | Slalom géant |                      |        |              |        | 3 min 51 s 8 | 58    |
| Sandy Whitelaw          | Slalom géant |                      |        |              |        | 3 min 49 s 4 | 56    |
| Peter Torrens           | Slalom       | DSQ                  | –      | –            | –      | DSQ          | –     |
| Sandy Whitelaw          | Slalom       | DSQ                  | –      | –            | –      | DSQ          | –     |
| Noel Harrison           | Slalom       | 2 min 14 s 7 (+0:05) | 50     | 2 min 36 s 0 | 45     | 4 min 50 s 7 | 47    |
| Peter Seilern           | Slalom       | 2 min 08 s 0         | 48     | 2 min 46 s 7 | 53     | 4 min 54 s 7 | 48    |

Femme
| Athlète               | Event        | Race 1       | Race 1 | Race 2       | Race 2 | Total        | Total |
| Athlète               | Event        | Temp         | Rang   | Temp         | Rang   | Temp         | Rang  |
| --------------------- | ------------ | ------------ | ------ | ------------ | ------ | ------------ | ----- |
| Jeanne Sandford       | Descente     |              |        |              |        | 2 min 15 s 1 | 43    |
| Renate Holmes         | Descente     |              |        |              |        | 2 min 05 s 0 | 41    |
| Zandra Nowell         | Descente     |              |        |              |        | 1 min 59 s 0 | 35    |
| Jeanne Sandford       | Slalom géant |              |        |              |        | DSQ          | –     |
| Jocelyn Wardrop-Moore | Slalom géant |              |        |              |        | 2 min 39 s 8 | 42    |
| Renate Holmes         | Slalom géant |              |        |              |        | 2 min 19 s 0 | 38    |
| Adeline Pryor         | Slalom géant |              |        |              |        | 2 min 03 s 1 | 21    |
| Jocelyn Wardrop-Moore | Slalom       | 1 min 54 s 4 | 39     | 1 min 26 s 0 | 32     | 3 min 20 s 4 | 35    |
| Adeline Pryor         | Slalom       | 1 min 35 s 2 | 37     | DNS          | –      | DNF          | –     |
| Renate Holmes         | Slalom       | 1 min 15 s 0 | 31     | 1 min 40 s 9 | 35     | 2 min 55 s 9 | 34    |
| Zandra Nowell         | Slalom       | 57 s 5       | 5      | 1 min 28 s 3 | 33     | 2 min 25 s 8 | 25    |

## Bobsleigh
| Sled  | Athlètes                              | Event      | Run 1         | Run 1 | Run 2         | Run 2 | Run 3         | Run 3 | Run 4         | Run 4 | Total         | Total |
| Sled  | Athlètes                              | Event      | Temp          | Rang  | Temp          | Rang  | Temp          | Rang  | Temp          | Rang  | Temp          | Rang  |
| ----- | ------------------------------------- | ---------- | ------------- | ----- | ------------- | ----- | ------------- | ----- | ------------- | ----- | ------------- | ----- |
| GBR-1 | Clifford Schellenberg John Rainforth  | Bob à deux | 1 min 24 s 52 | 3     | 1 min 26 s 57 | 16    | 1 min 25 s 88 | 11    | 1 min 26 s 39 | 15    | 5 min 43 s 36 | 11    |
| GBR-2 | Stuart Parkinson Christopher Williams | Bob à deux | 1 min 25 s 63 | 10    | 1 min 24 s 53 | 9     | 1 min 26 s 73 | 16    | 1 min 25 s 94 | 11    | 5 min 42 s 83 | 10    |

| Sled  | Athlètes                                                     | Event        | Run 1         | Run 1 | Run 2         | Run 2 | Run 3         | Run 3 | Run 4         | Run 4 | Total         | Total |
| Sled  | Athlètes                                                     | Event        | Temp          | Rang  | Temp          | Rang  | Temp          | Rang  | Temp          | Rang  | Temp          | Rang  |
| ----- | ------------------------------------------------------------ | ------------ | ------------- | ----- | ------------- | ----- | ------------- | ----- | ------------- | ----- | ------------- | ----- |
| GBR-1 | Keith Schellenberg Rollo Brandt Ralph Raffles John Rainforth | Bob à quatre | 1 min 21 s 39 | 19    | 1 min 18 s 73 | 6     | 1 min 20 s 42 | 10    | 1 min 21 s 58 | 16    | 5 min 22 s 12 | 12    |
| GBR-2 | Stuart Parkinson John Read Christopher Williams Rodney Mann  | Bob à quatre | 1 min 20 s 72 | 15    | 1 min 19 s 92 | 11    | 1 min 22 s 51 | 19    | 1 min 20 s 58 | 12    | 5 min 23 s 73 | 17    |

## Ski de fond
Homme
| Event | Athlète        | Race            | Race |
| Event | Athlète        | Temp            | Rang |
| ----- | -------------- | --------------- | ---- |
| 15 km | Aubrey Fielder | 59 min 59 s     | 60   |
| 15 km | John Moore     | 59 min 31 s     | 58   |
| 15 km | Andrew Morgan  | 59 min 27 s     | 57   |
| 15 km | Maurice Gover  | 58 min 58 s     | 56   |
| 30 km | Thomas Cairney | 2 h 13 min 41 s | 51   |
| 30 km | James Spencer  | 2 h 10 min 32 s | 49   |
| 30 km | John Moore     | 2 h 08 min 58 s | 47   |
| 30 km | Andrew Morgan  | 2 h 03 min 55 s | 45   |
| 50 km | Richard Aylmer | 4 h 11 min 40 s | 30   |
| 50 km | Toby Graham    | 3 h 48 min 17 s | 29   |
| 50 km | Thomas Cairney | 3 h 44 min 54 s | 28   |

Hommes 4 x 10 km relais
| Athletes                                                 | Race            | Race |
| Athletes                                                 | Time            | Rank |
| -------------------------------------------------------- | --------------- | ---- |
| Andrew Morgan James Spencer Aubrey Fielder Maurice Gover | 2 h 38 min 44 s | 14   |

## Patinage artistique
Homme
| Athlète        | CF | FS | Points | Places | Rang |
| -------------- | -- | -- | ------ | ------ | ---- |
| Michael Booker | 6  | 6  | 154,26 | 53,5   | 6    |

Femme
| Athlète             | CF | FS | Points | Places | Rang |
| ------------------- | -- | -- | ------ | ------ | ---- |
| Diana Clifton-Peach | 13 | 13 | 144,75 | 151    | 14   |
| Erica Batchelor     | 9  | 12 | 149,67 | 116    | 11   |
| Yvonne Sugden       | 4  | 9  | 156,62 | 53     | 4    |

Couple
| Athlètes                    | Points | Places | Rang |
| --------------------------- | ------ | ------ | ---- |
| Carolyn Krau Rodney Ward    | 9,86   | 93     | 11   |
| Joyce Coates Anthony Holles | 10,00  | 88     | 10   |

## Patinage de vitesse
Homme
| Event    | Athlète         | Race          | Race |
| Event    | Athlète         | Temp          | Rang |
| -------- | --------------- | ------------- | ---- |
| 500 m    | John Hearn      | 45 s 9        | 45   |
| 500 m    | Alex Connell    | 45 s 2        | 44   |
| 500 m    | Johnny Cronshey | 42 s 9        | 21   |
| 1500 m   | Alex Connell    | 2 min 23 s 0  | 50   |
| 1500 m   | John Hearn      | 2 min 17 s 5  | 33   |
| 1500 m   | Johnny Cronshey | 2 min 15 s 0  | 19   |
| 5000 m   | Alex Connell    | 8 min 42 s 5  | 42   |
| 5000 m   | John Hearn      | 8 min 21 s 4  | 26   |
| 5000 m   | Johnny Cronshey | 8 min 10 s 1  | 15   |
| 10,000 m | John Hearn      | 17 min 27 s 6 | 20   |
| 10,000 m | Johnny Cronshey | 17 min 05 s 6 | 11   |